# Jens Winther
Jens Winther, né le 25 décembre 1938 (jour de Noêl) à Roskilde (où il réside encore), est un pilote automobile danois, essentiellement en rallyes jusqu'au début des années 1980, puis en Grand Tourisme et Sport-prototypes sur circuits.

## Biographie
Sa carrière en compétition automobile s'étale entre 1969 et 1987, exclusivement avec des motorisations BMW à compter de la fin des années 1970.
Avec le Lituanien Eugenius Tumaljavitschus (en 1990), il est l'un des deux seuls pilotes non allemands à remporter le Rallye Tour d'Europe, en 1980 sur BMW 320i (copilote Lars Viggo Jensen, également de Roskilde).
Il évolue à huit reprises lors du rallye Monte-Carlo, entre 1969 et 1981.
Entre 1982 et 1986, sa propre écurie participe régulièrement au Championnat du monde des voitures de sport (WSC), en catégorie GT (Groupe B), où il remporte sept victoires avec une BMW M1 : 1 000 kilomètres du Nürburgring en 1982 (7e), puis 1 000 kilomètres de Silverstone (10e), 1 000 kilomètres de Spa (12e) et 1 000 kilomètres de Kyalami (8e) en 1983, et enfin 1 000 kilomètres de Monza (9e), 1 000 kilomètres de Brands Hatch (12e) et 1 000 kilomètres de Spa (12e) en 1984. 
Il participe à quatre reprises aux 24 Heures du Mans de 1983 à 1986, deux fois en Gr.B avec la M1, puis en Sport-Prototypes du Groupe C2 sur son châssis URD C83 à motorisation BMW. Il finit 11e à sa quatrième apparition, et deuxième alors de catégorie C2 (Jensen faisant aussi partie de l'équipage, avec le Britannique David Mercer, un pilote fréquemment retenu par Winther entre 1983 et 1986). L'URD C83 3,5 L. 6 cylindres est utilisée par l'équipe Jens Winther "Castrol Denmark" en WSC en 1985 et 1986, puis son propriétaire décide d'arrêter l'aventure en compétition, après une cinquième place au classement C2 WSC en 1985, et une quatrième en 1986.
Frank Jelinski court avec l'écurie de Winther à Spa et à Brands Hatch en 1983.